# Prêmio Globo de Melhores do Ano de personagem do ano
O Prêmio Globo de Melhores do Ano para Personagem do Ano é um prêmio anual destinado aos 3 personagens de maior destaque da teledramaturgia da TV Globo. Entre 2016 e 2017, a categoria premiava apenas um ator através do voto popular, passando a ser em 2018 um prêmio honorário premiando os três indicados. A categoria foi extinta em 2019.

## Vencedores e indicados

### Década de 2010

#### Voto popular
| Ano  | Intérprete       | Personagem                            | Novela            |
| ---- | ---------------- | ------------------------------------- | ----------------- |
| 2016 | Marco Nanini     | Prof. Pancrácio Martino               | Êta Mundo Bom!    |
| 2016 | Antônio Fagundes | Afrânio de Sá Ribeiro (Coronel Saruê) | Velho Chico       |
| 2016 | Selma Egrei      | Encarnação de Sá Ribeiro              | Velho Chico       |
| 2017 | Lília Cabral     | Silvana Garcia                        | A Força do Querer |
| 2017 | Tonico Pereira   | Abel Simplício do Carmo               | A Força do Querer |
| 2017 | Humberto Martins | Eurico Garcia                         | A Força do Querer |

#### Prêmio honorário
| Ano  | Receptor            | Personagem                       | Novela                  |
| ---- | ------------------- | -------------------------------- | ----------------------- |
| 2018 | Adriana Esteves     | Laura Bottini Maranhão (Laureta) | Segundo Sol             |
| 2018 | Fernanda Montenegro | Mercedes Santos                  | O Outro Lado do Paraíso |
| 2018 | Marieta Severo      | Sophia Montserrat                | O Outro Lado do Paraíso |
| 2019 | Antônio Fagundes    | Alberto Prado Monteiro           | Bom Sucesso             |
| 2019 | Cláudia Raia        | Lidiane Andrade (Lidi Pantera)   | Verão 90                |
| 2019 | Tony Ramos          | Olavo Aragão Duarte de Almeida   | O Sétimo Guardião       |